# Lela
Reinaldo Felisbino, mais conhecido como Lela (Bauru, 17 de abril de 1962), é um ex-futebolista brasileiro que atuava como ponta-direita.
Chamado de "Mentira", por ter as pernas curtas, forte e veloz, infernizava as defesas adversárias. 

## Carreira de Jogador
Iniciou no futebol com 15 anos de idade nas categorias de base do Noroeste e logo se destacou, sendo promovido à equipe profissional. Com 16 anos já estava jogando ao lado de grandes craques como Jairzinho, João Marcos e Mococa. Subiu aos profissionais em 1978.
Participou da Seleção no Pré-Olímpico na Colômbia em 1980. Convocado para a Seleção Brasileira de Novos, jogou ao lado do goleiro Marolla e outros, conquistando com apenas 19 anos seu primeiro título internacional em Toulon, em 1981.
Em 1982, foi comprado pelo Fluminense junto à Inter de Limeira por 55 milhões de cruzeiros.
Transferiu-se para o Coritiba, onde foi um dos maiores ídolos do Coxa, jogando ao lado de Reinaldo Xavier na conquista da Taça Akwaba na Costa do Marfim. Em 1984, passou a comemorar seus gols com uma careta. Na conquista do Campeonato Brasileiro de 1985, jogou ao lado do goleiro Rafael Cammarota. Pelo clube, disputou 200 partidas em competições oficiais e marcou 55 gols.
Ainda teve passagens pela Seleção Paulista, Santo André, América de Natal, Sampaio Corrêa, Central de Caruaru, CAL Bariri, Palmares de Rondônia, e ainda chegou a atuar no futebol da Itália e Bélgica.

### Títulos
| Internacional | Internacional                    | Internacional | Internacional      | Internacional              |
|               | Competição                       | Título        | Equipe             | Temporada                  |
|               | Torneio Internacional de Toulon  | 1             | Seleção Brasileira | (1981).[carece de fontes?] |
|               | Taça Akwaba                      | 1             | Coritiba           | (1983) '                   |
| Nacionais     | Nacionais                        | Nacionais     | Nacionais          | Nacionais                  |
|               | Competição                       | Título        | Equipe             | Temporada                  |
|               | Campeonato Brasileiro de Futebol | 1             | Coritiba           | (1985).                    |
| Estadual      | Estadual                         | Estadual      | Estadual           | Estadual                   |
|               | Competição                       | Título        | Equipe             | Temporada                  |
|               | Campeonato Paranaense de Futebol | 1             | Coritiba           | (1986).                    |
|               | Campeonato Maranhense de Futebol | 1             | Sampaio Corrêa     | (1988).                    |
|               | Torneio Início do Maranhão       | 1             | Sampaio Corrêa     | (1989).                    |
| ------------- | -------------------------------- | ------------- | ------------------ | -------------------------- |

## Carreira de treinador
Foi treinador das equipes de base do Noroeste e do Marília e dirigiu também a equipe amadora de Agudos, que tinha um projeto para profissionalizar seu futebol.
Como treinador profissional atuou nas equipes do Araçatuba em 2010 no Campeonato Paulista da Série A-3 e do CAL Bariri, no ano de 2011, pelo Campeonato Paulista da Segunda Divisão. No CAL Bariri, com apenas cinco jogos e cinco derrotas, deixou o cargo de treinador.

## Família
É pai dos ex-jogadores Alecsandro e Richarlyson.